# Command & Conquer: The Covert Operations
Command & Conquer: The Covert Operations è un'espansione del videogioco strategico in tempo reale Command & Conquer: Tiberian Dawn. 
L'espansione aggiunge quindici nuove missioni, sette per il GDI e otto per il Nod. Le missioni non seguono una trama vera e propria e quindi possono essere eseguite in ogni ordine, l'espansione si fece notare per la difficoltà delle missioni, di molto superiore a quella del gioco originale.
Diverse mappe vennero inserite nella modalità multiplayer e vennero incluse le musiche in qualità CD a differenza del titolo originale che utilizzava musiche sintetizzate.